# 韋斯·霍登
韋斯·霍登（Wesley Keith Fogden，1988年4月12日—），是英格蘭的職業足球運動員，司職中場，現效力於英格蘭足球乙級聯賽伊奧維城。

## 外部連結
- 足球数据库：韋斯·霍登的球员统计数据